# Syndrom permanentního sexuálního vzrušení
Syndrom permanentního sexuálního vzrušení neboli PGAD (Persistent genital arousal disorder), PSAS (Persistent sexual arousal syndrome) vede k samovolnému a trvalému sexuálnímu vzrušení, a to jak s orgasmem, tak bez orgasmu. Tento syndrom postihuje pouze ženy a není nijak spojen s psychikou. Jedná se čistě o fyzickou záležitost. Ženy postižené tímto syndromem pociťují symptomy vzrušení ve vagíně, nicméně syndrom nemá nic společného s hypersexualitou (někdy známou jako nymfomanie nebo satyriáza). Ženy s tímto syndromem nepociťují touhu po sexu. Tento syndrom byl poprvé popsán v roce 2001 Dr. Sandrou Leiblum.[zdroj⁠?!]
Fyzické vzrušení způsobené tímto syndromem může být velmi intenzivní a trvá po dlouhé období dnů, týdnů. Orgasmus může někdy poskytnout dočasnou úlevu, ale po nějaké době se symptomy vrací. Toto může být velice vysilující a způsobuje ztrátu koncentrace. Některé situace, jako např. jízda automobilem či vlakem, vibrace mobilního telefonu nebo dokonce i návštěva toalety může nesnesitelně zvýšit symptomy.

## Možné příčiny a léčba
Neexistuje mnoho informací o PSAS, aby se dala přesně určit příčina. Lékaři se domnívají, že je způsoben nepravidelností v senzorických nervech a zaznamenali, že se nemoc více projevuje u žen po menopauze v jejich 40. a 50. letech nebo u těch, které podstoupily hormonální léčbu. Byly ale zaznamenány i případy, kdy byl tento syndrom zaznamenán u žen v jejich 30. letech.
V některých případech, kdy nebyla známa příčina nebo byla méně snadno léčitelná, byly symptomy někdy redukovány použitím antidepresiv a znecitlivujících gelů.